# Cinnamon (キタニタツヤの曲)
「Cinnamon」（シナモン）は、日本のシンガーソングライター・キタニタツヤの楽曲。デジタル配信限定シングルとして2021年1月27日にMASTERSIX FOUNDATIONから各音楽配信サービスにてリリースされた。

## 概要
2020年12月から実施した4ヶ月連続配信シングルリリース企画の第2弾楽曲。ポルカドットスティングレイのギタリスト・エジマハルシがギター・アレンジと演奏で参加。
キタニのサポート・ドラマーを務めているMattがエジマが参加しているバンド のメンバーであったことがきっかけで2人の交流が始まる。その後、ポルカドットスティングレイの曲を聴き直したキタニは「実は渋めのギターのほうが（エジマの）本領なんだな」と感じ、これがオファーのきっかけとなった。制作中のやり取りはリモートで進み、それぞれが手を加えたデモを交互に送りあって曲を完成させた。
1月27日にミュージックビデオがYouTubeにて公開された。監督はYuya Kashiwabara(FIXION)。

## 収録曲
| #         | タイトル     | 作詞・作曲・編曲 | 時間 |
| --------- | ------------ | ---------------- | ---- |
| 1.        | 「Cinnamon」 | キタニタツヤ     | 4:05 |
| 合計時間: | 合計時間:    | 合計時間:        | 4:05 |

## クレジット
- Words & Music & Arrangement：キタニタツヤ
- Guitar：エジマハルシ(ポルカドットスティングレイ)
- Keyboards：平畑徹也
- Drums：Matt
- All Other Instruments：キタニタツヤ
- Recording, Mix：土岐彩香
- Mastering：酒井秀和(Sony Music Studios Tokyo)